# Fundação Amália Rodrigues
A Fundação Amália Rodrigues é uma instituição cultural e social portuguesa, criada em 1999 por desígnio do testamento da artista Amália Rodrigues, para viabilizar e continuar projetos de solidariedade social, promoção do fado e dos fadistas e apoio financeiro a instituições como a Casa do Artista e a Associação Cultural, Desenvolvimento Económico e Social do Brejão.
Gestora de um património que inclui a Casa-Museu Amália Rodrigues, na rua de São Bento, em Lisboa, a Herdade do Brejão, no Alentejo, e outros imóveis avulsos, para além de um espólio que integra joias, móveis e quadros, a Fundação Amália Rodrigues é ainda responsável pela gestão da imagem/marca Amália.
Amália deixou os direitos de autor e royalties, em partes iguais, aos quatro sobrinhos e os bens móveis e imóveis, bem como os direitos de nome e imagem à instituição de seu nome, a Fundação Amália Rodrigues. A intenção da artista era que, tal como deixou escrito em testamento, 15% dos eventuais rendimentos líquidos anuais dessa mesma Fundação fossem doados à Casa do Artista, enquanto que outros 15% seriam para o Centro de Saúde e Enfermagem no Brejão (caso viesse a ser construído). Os restantes rendimentos líquidos anuais deviam ser distribuídos de acordo com os objetivos da Fundação, tendo em conta os mais desfavorecidos, instituições de beneficência e de solidariedade social.
Na presidência da Fundação ficou, a título vitalício, o advogado que fez o testamento – Amadeu Aguiar, e, depois, o filho, João Aguiar.
Em 2007, a Fundação foi declarada instituição de utilidade pública, com efeitos retroativos, pelo primeiro ministro José Sócrates para evitar o seu encerramento por questões fiscais. A dívida foi então perdoada, a Fundação não paga IMI e está ainda isenta do pagamento do IRC desde 2008.
A 27 de setembro de 2016, procederam-se às alterações dos Estatutos da Fundação Amália Rodrigues, que permitiram a designação do Presidente do Conselho de Administração pelos restantes membros desse Órgão Social e a definição das competências dos Órgãos Sociais da Fundação.
O Conselho de Administração da Fundação Amália Rodrigues foi pela última vez alterado em 2019, presidindo a esse Órgão Social, em regime pro bono, Joaquim Vicente Rodrigues (Professor universitário no ISCTE-IUL).

## Visão, missão e valores
A Fundação pretende afirmar-se como uma instituição cultural e de solidariedade social, reconhecida pelo trabalho desenvolvido em termos de preservação, estudo e divulgação da vida e da voz de Amália Rodrigues.
Ambiciona ser uma instituição que contribua para a divulgação e promoção da identidade, da cultura e da língua portuguesas, relevando igualmente o seu papel e a sua ação em termos de responsabilidade social, nomeadamente, ao nível da solidariedade e da inclusão dos mais desfavorecidos.
Procura ser uma entidade interveniente e parceira ativa junto de todas as instituições e associações culturais relacionadas com o a temática do fado, e com a promoção da identidade, da língua e dos poetas portugueses.
A missão foi definida por Amália Rodrigues no seu testamento:
- Constituição de uma Casa-Museu na moradia onde residiu, aberto ao público para visitas;
- Distribuição dos lucros da Fundação pela Casa do Artista, pelo Centro de Saúde do Brejão (localidade onde tinha a sua casa de férias) e pelos mais desfavorecidos, instituições de beneficência e de solidariedade social.

A Fundação Amália Rodrigues defende os seguintes valores:
- O claro compromisso com a vontade expressa pela fundadora no seu testamento;
- O empenho e entusiasmo colocado no trabalho quotidiano para que a sua concretização seja uma realidade;
- A busca pela excelência nos processos, no serviço aos visitantes e nos contactos com outras entidades;
- A ética, transparência e rigor, quer ao nível interno quer externo, nas relações de trabalho, nos contactos profissionais, nos processos e nas relações entre todos e com todos;
- A criação de uma envolvente favorável ao estreitar de laços com outras organizações congéneres e ao relacionamento construtivo com todos os parceiros da Fundação.[3]Logótipo da Fundação Amália Rodrigues

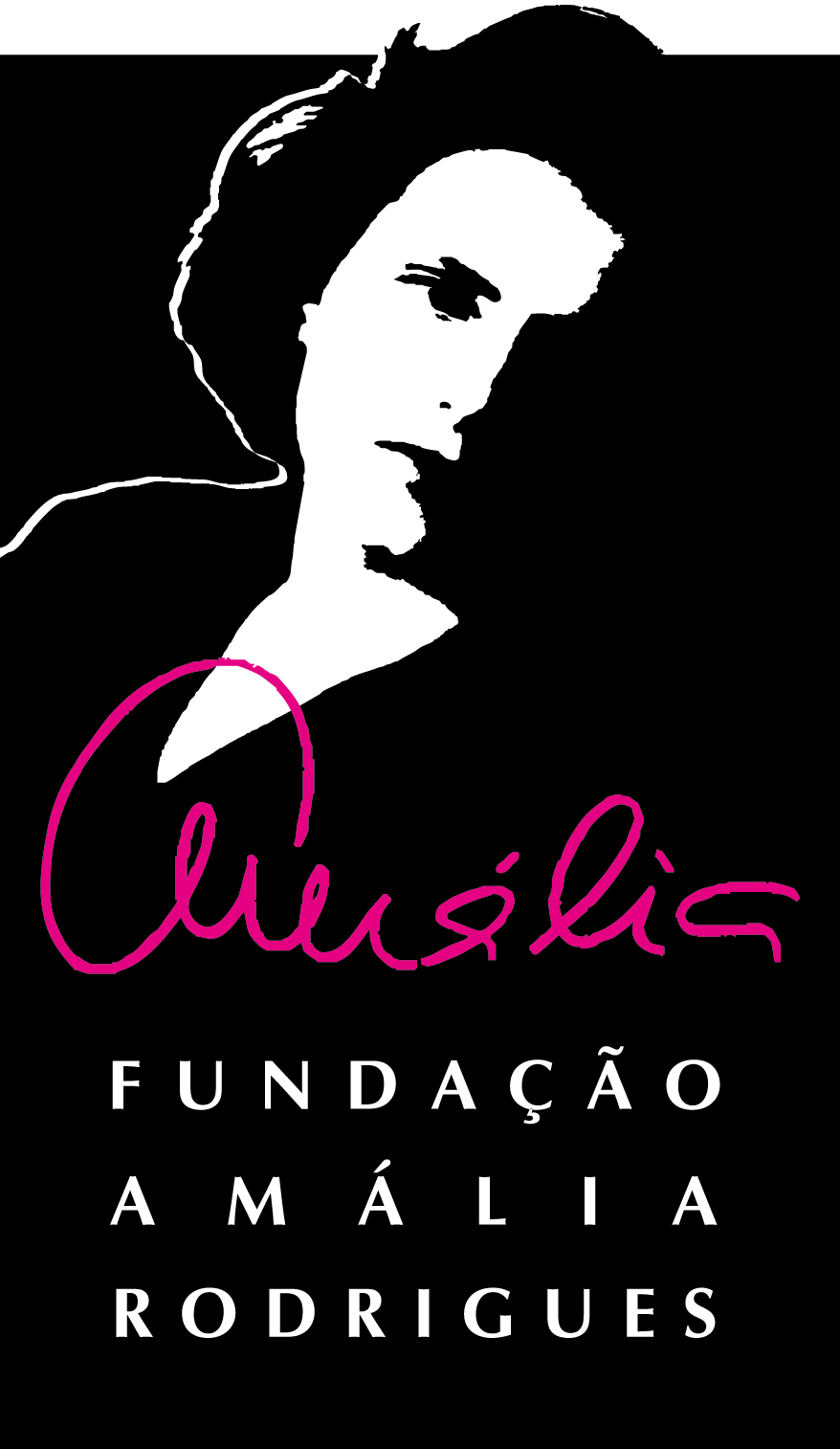
Logótipo da Fundação Amália Rodrigues

## Direitos de nome e imagem
Por vontade expressa em testamento por Amália Rodrigues, a Fundação de seu nome detém os seus direitos de nome e imagem.
Com efeito, a marca Amália Rodrigues está devidamente registada e protegida pelo Instituto Nacional da Propriedade Industrial, responsável pela certificação e proteção dos direitos de propriedade industrial sobre marcas, patentes e designs em Portugal.
A utilização da marca Amália Rodrigues, quer em termos de nome, quer em termos de imagem, implica a permissão da Fundação Amália Rodrigues, consoante aquilo que é a sua missão, a sua visão, os seus valores.

## Casa-Museu Amália Rodrigues
A Casa-Museu foi inaugurada a 24 de julho de 2001, cumprindo aquele que era um dos desejos de Amália: abrir a sua casa ao público e partilhar, com este, o seu lado mais pessoal e íntimo.
Na rua de S. Bento, nº 193, em Lisboa, é possível visitar a casa onde Amália viveu durante 44 anos todos os dias, à exceção de segundas feiras e feriados. A Casa-Museu acolhe, ainda, semanalmente sessões de Fado.

## Herdade de Amália no Brejão
A Herdade Amália, no Brejão (Odemira), foi durante cerca de 30 anos um refúgio de férias para Amália Rodrigues e o seu segundo marido, César Seabra. A propriedade foi adquirida pelos dois na década de 60 e, aí, foi edificada a sua deslumbrante e “transparente” casa de férias – um projeto do grande arquiteto Conceição e Silva.

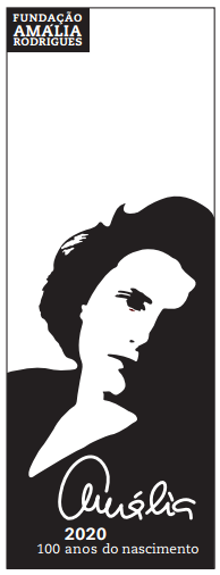
Logótipo do Centenário

## Centenário do Nascimento de Amália Rodrigues
No âmbito do Centenário do Nascimento de Amália Rodrigues, a Fundação preparou um conjunto de iniciativas, que apresentou em conferência de imprensa no dia 23 de julho de 2019. Além disso, a instituição faz também parte da Comissão de Comemorações criada pelo Governo português.
Desde exposições a concertos, de missas à edição de produtos comemorativos, a intenção tem sido celebrar o nome, obra e vida de Amália, contando a Fundação com o Alto Patrocínio do Presidente da República.